# هیدروژن فشرده
هیدروژن فشرده (CGH۲ یا CGH۲) حالت گازی عنصر هیدروژن است که به صورت فشرده نگه داشته شده‌است. هیدروژن فشرده در مخزن‌های آن در فشارهای ۳۵۰ بار (۵٬۰۰۰ psi) تا ۷۰۰ بار (۱۰٬۰۰۰ psi) قرار می‌گیرد این روش فشرده سازی در انبارسازی هیدروژن برای خودروهای هیدروژنی کاربرد دارد. همچنین به عنوان گاز سوختی هم می توان به آن نگریست.

## فراسازه
هیدروژن فشرده در خط لولهٔ جابجایی هیدروژن و مخزن‌های لوله‌ای جابجایی هیدروژن به کار گرفته می‌شود.